# آدرین پین
آدرین پین (انگلیسی: Adreian Payne; ۱۹ فوریهٔ ۱۹۹۱ – ۹ مهٔ ۲۰۲۲) بازیکن بسکتبال اهل ایالات متحده آمریکا بود.
از باشگاه‌هایی که در آن بازی کرده‌است می‌توان به باشگاه بسکتبال پاناتینایکوس، آتلانتا هاوکس، آستین توروس، اورلندو مجیک، و مینه‌سوتا تیمبرولوز اشاره کرد.